# 戈尔涅斯
戈尔涅斯（法語：Gorniès，法語發音：[ɡɔʁnjɛs]）是法国埃罗省的一个市镇，属于洛代沃区。

## 地理
戈尔涅斯（43°53'18"N, 3°37'29"E）面积29.31 平方千米，位于法国奧克西塔尼大區埃罗省，该省份为法国南部沿海省份，南濒地中海，西南接奥德省，西北接塔恩省和阿韦龙省，东北与加尔省接壤。
与戈尔涅斯接壤的市镇（或旧市镇、城区）包括：蒙达尔迪耶、罗格、圣洛朗勒米尼耶、布里萨克、卡济亚克、圣安德烈德比埃日、圣让德比埃日。

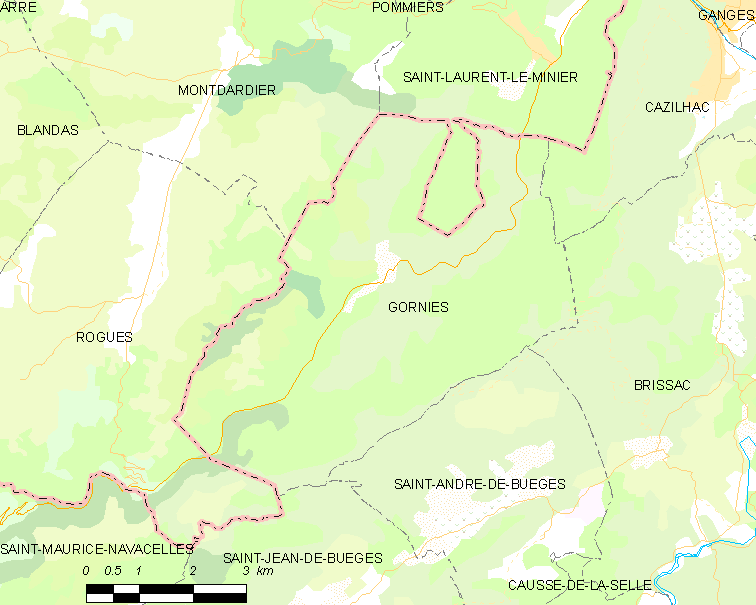
戈尔涅斯的OSM定位图

戈尔涅斯的时区为UTC+01:00、UTC+02:00（夏令时）。

## 行政
戈尔涅斯的邮政编码为34190，INSEE市镇编码为34115。

## 政治
戈尔涅斯所属的省级选区为洛代沃县。

## 人口

1962-2008年间戈尔涅斯人口变化图示

戈尔涅斯于2022年1月1日时的人口数量为107人。